# Форначи (Бреша)
Форначи (итал. Fornaci) је насеље у Италији у округу Бреша, региону Ломбардија.
Према процени из 2011. у насељу је живело 534 становника. Насеље се налази на надморској висини од 355 м.